# Solanum anguivi
Solanum anguivi es una planta de la familia Solanaceae.

## Descripción
Es un arbusto bajo espinoso que alcanza un tamaño de 1,5-2 m de altura. Hojas de 4-15 x 3,5-9 cm, ovadas a oblongo-ovadas,  agudas. Pecíolo de hasta 2,5 cm de largo. Flores de 4-15 en número, de color púrpura azulado, en cimas extra-axilares. Cáliz ± 4 mm de largo, acampanado. El fruto es una baya globosa, (5-) 8-10 mm de ancho, glabrescente, de color amarillo. Semillas ± 3 mm de largo, subreniforme, minuciosamente reticulada.

## Propiedades
Es usada en la etnomedicina tradicional en la India.

## Taxonomía
Solanum anguivi fue descrita por Jean-Baptiste Lamarck y publicado en Tableau Encyclopédique et Methodique ... Botanique 2: 23. 1794.
Etimología
Solanum: nombre genérico que deriva del vocablo Latíno equivalente al Griego στρνχνος (strychnos) para designar el Solanum nigrum (la "Hierba mora") —y probablemente otras especies del género, incluida la berenjena —, ya empleado por Plinio el Viejo en su Historia naturalis (21, 177 y 27, 132) y, antes, por Aulus Cornelius Celsus en De Re Medica (II, 33). Podría ser relacionado con el Latín sol. -is, "el sol", debido a que la planta sería propia de sitios algo soleados.
anguivi: epíteto
Sinonimia
- Solanum indicum var. lividum (Link) Bitter
- Solanum indicum var. maroanum Bitter
- Solanum lividum Link[6]